# Eleos
Eleos (grec antic: Ἔλαιος, llatí: Elaeus) era una ciutat d'Etòlia que pertanyia a la ciutat de Calidó.
El rei Àtal I de Pèrgam la va fortificar completament i la va proveir de municions de tota mena en la guerra que va mantenir contra Filip V de Macedònia, però Filip la va conquerir. Se suposa que estava situada en un lloc pantanós com podria indicar el seu nom, i a prop a la costa, i va rebre per mar els subministraments d'Àtal.